# Филимонковский район
Филимонковский район — район Москвы в составе Новомосковского административного округа и одноименный муниципальный округ. 
Созданы в 2024 году в рамках административно-территориальной реформы  в ТиНАО путём объединения частей территорий упразднённых поселений Марушкинское, Московский (включая город Московский), Первомайское и Филимонковское. Органы местного самоуправления новообразованного муниципального округа Филимонковский являются правопреемниками органов местного самоуправления поселений Московский, Первомайское и Филимонковское. 
В мае 2024 года создана управа района, её главой назначена Андрецова Дания Абдулбяровна. Выборы в совет депутатов муниципального округа проведены 6—8 сентября 2024 года по трём пятимандатным избирательным округам, 17 сентября 2024 года на первом заседании Совета депутатов главой муниципального округа избран Чирин Владимир Юрьевич.